# Randall Rodríguez
Randall Jonas Rodríguez Lucas (ur. 29 listopada 2003 w Maldonado) – urugwajski piłkarz występujący na pozycji bramkarza, reprezentant Urugwaju, od 2024 roku zawodnik argentyńskiego Vélezu Sarsfield.